# Богородица
Вижте пояснителната страница за други значения на Пресвета Богородица.
Пресвета Богородица (на латински: Virgo Maria, Deipara; на гръцки: Μαρία, Θεοτόκος, Θεομήτωρ; на иврит: מירים; на арабски: مريم) е еврейска жена от I век, съпруга на дърводелеца Йосиф и майка на основоположника на християнството Иисус Христос.
Според християнската традиция името на Богородица е Мария (Мириам), като е известна и с различни прозвища, като Дева Мария, Светата Майка, Мадона и други. Тя е най-почитаната светица в православието и католицизма и една от трите съвършени жени в исляма.

## Библейски разказ
Новият завет не казва нищо за детството на Пресвета Богородица. Според евангелската хронология тя за първи път е спомената във връзка с т. нар. непорочно зачатие. Евангелист Матей пише: „след сгодяване на майка Му Мария за Йосифа, преди още да се бяха събрали, оказа се, че тя е непразна от Духа Светаго“ (Мат. 1:18). Самото непорочно зачатие е описано от Евангелист Лука (т. нар. Благовещение) – на Мария се явява архангел Гавраил, който ѝ съобщава, че тя е избрана от Бога чрез нея да се роди Неговият Син (Лук. 1:26 – 38). Според новозаветния разказ, дърводелецът Йосиф е искал да напусне бъдещата си съпруга, но получил откровение свише да не го прави и останал с нея, без да я „познае“. По-нататък Богородица се споменава във връзка със събитията около Рождество Христово (Мат. 2 гл., Лук. 2 гл.), бягството в Египет и завръщането оттам (Мат. 2 гл.). При последващите събития, Пресвета Богородица се споменава мимоходом, но в евангелията се съдържат данни, че тя, поне частично, е съпътствала Христос по време на неговата дейност, например при Сватбата в Кана Галилейска (Йоан:2 – 1:11). Пресвета Богородица се появява отново в края на евангелския разказ, по време на разпъването на Иисус (Йоан 19:25).

## Църковно предание
Въпреки оскъдицата или липсата на факти в Новия завет, преданието на християнската Църква съдържа и редица други биографични данни за Пресвета Богородица.
За детството на Дева Мария преданието гласи, че тя е дъщеря на двама благочестиви юдеи, Йоаким и Анна, потомци на цар Давид. Те дълго време били бездетни, докато накрая Бог чул молитвите им и ги дарил с дъщеря. Св. Св. Йоаким и Анна дали обет да посветят детето си на Господ и когато тя навършила три години, те я отвели в Йерусалимския храм, за да я посветят на Бога. Тя останала да живее при храма, където била обучавана и възпитавана до навършване на пълнолетие.
След кръстната смърт на Христос и Неговото Възкресение, тя остава в Йерусалим, като за нея се грижи любимият ученик на Иисус св. Йоан Богослов. Този разказ е в унисон с библейския, според който на кръста Спасителят му поверява майка си (Йоан 18:27).
Пресвета Богородица умира на преклонна възраст с лека смърт – т. нар. успение, с което Бог дарява най-верните си слуги. По време на успението край смъртния одър на Пресвета Богородица са присъствали всички останали живи апостоли, като единствено апостол Тома закъснял с 3 дни. Когато той поискал да се преклони пред тялото ѝ се установило, че в пещерата, където Богородица е погребана, е останала само погребалната ѝ плащаница.
Според Православието Пресвета Богородица е починала и погребана в Ерусалим, а според католиците – в Ефес (днес в Турция).
Всички предания в различните си варианти са изпълнени с различни подробности. Много от тях не са безспорни от гледна точка на Църквата, но така или иначе намират отражение в последвалите христологични спорове, в иконографията и химнографията, в битието на всички християнски народи.

## Теология
С огромно разнообразие на темите, Пресвета Богородица е един от основните обекти за разсъждение в християнското богословие. Основно дискусиите са свързани с идеята за „непорочното зачатие“ и култа към Богородица в „старите“ християнски вероизповедания.

### Раннохристиянски спорове
В ранното християнство личността на Пресвета Богородица често е предмет на спор от страна на различни гледища, някои от които по-късно са заклеймени като ереси. С редки изключения тези спорове не засягат пряко личността на Дева Мария, а са следствие на различното виждане за личността и природата на Иисус Христос.

#### Арианство
Като цяло арианството отрича култа към Богородица. Учениците на Арий отхвърлят идеята за вечната девственост на Мария и смятат, че те загубва невиността си след брака с Йосиф и раждането на другите си деца. Друго арианско течение смята, че единствено и само зачатието е непорочно и няма нищо общо с останалия личен живот на Мария. Подобни възгледи се възприемат и в различните течения на наследилото арианството македонианство. Църквата осъжда тези идеи едва през 5 в.

#### Несторианство
Несторианският възглед за Пресвета Богородица произлиза от учението на това течение относно богочовечеството на Иисус Христос. Така според възгледите на Несторий и неговите привърженици, Мария не е „богородица“, а „човекородица“, тъй като е родила само човешката природа на Спасителя. Несторианството е отхвърлено и анатемосано на Третия вселенски събор в Ефес (431).
Третият Вселенски събор решава спора дали Дева Мария трябва да се нарича Богородица, или не. Богословският смисъл на прозвището „Богородица“ бил да се подчертае, че Иисус, Синът на Мария, бил изцяло Бог, както и изцяло Човек; и тези две природи на Иисус (божествената и човешката) били съединени в едно конкретно лице на Св. Троица, а именно Бог Слово. Противното мнение застъпва Несторий, по онова време Константинополски патриарх, който твърдял, че Дева Мария трябва да се нарича „Христородица“, тоест „Майка на Христос“. По този начин той искал да ограничи ролята и́ до майка само на човешката природа на Христос, а не на неговата божествена природа.
Съборът осъжда това мнение като ерес, защото по този начин Иисус се разделял на две лица – едно, което било дете на Мария, и второ с божествена природа, което не било нейно дете. Решава се, че макар и Христос да има две природи – божествена и човешка, – те били завинаги съединени в едно Лице. Мария, като майка на Божия Син, може да бъде наречена майка на Бога. Накрая Несторий също се съгласява с употребата на името „Богородица“, отдавайки разногласията на влагането на различно съдържание в думите.

#### Иконоборчески период
Иконоборството не отрича пряко и на теоретично ниво достойнството на Пресвета Богородица. Но във връзка с борбата срещу иконопочитането (едни от най-разпространените икони са именно богородичните) се стига дотам, че негативизмът спрямо иконите се прехвърля и върху личността на Дева Мария. Някои от по-късните иконоборци в теологичните си съчинения дори открито се обявяват срещу почитта към нея.

### Православна гледна точка
Православното християнство почита Пресвета Богородица като най-големия светец, като първия по значение след Бога. Нейният образ е широко застъпен в православната иконография, химнография и литургика. На нея са посветени някои от най-големите църковни празници. Молитвите, отправени към Пресвета Богородица имат особено значение, тъй като тя е най-близо до Бога и съответно е най-решаващият ходатай за молещия пред Него. Независимо от това от православна гледна точка, Пресвета Мария е човек като всички останали и всичките ѝ заслуги се изразяват в нейната непорочност и святост. Към подобен на източното православие възглед се придържат и останалите Раннохристиянски църкви, които не са влезли в уния с Рим – например Арменската и Коптската. Православното учение за Дева Мария е изразено в двете ѝ имена: Богородица (Theotokos) и Приснодева (Aiparthenos).

### Пресвета Богородица в католичеството
Католическото виждане за Пресветата Майка в общи линии не се отличава от източноправославното. За разлика от византийската доктрина, която се е развивала само през първото хилядолетие (преди отпадането на източноправославните църкви от Рим и катедрата на св. Петър), латинското учение е продължило своето развитие в Божието откровение и есхатона. Освен всичко, към което се придържат Източните църкви, Мариологията на Западната църква е допълнително обогатена. След продължителни и разнородни спорове на богословите през вековете, през 1854 г. папа Пий ІХ след съвещание с епископите със специалната була Ineffabilis Deus провъзглася догмата за Непорочното Зачатие на Богородица. Според догмата дъщерята на светите Анна и Йоаким (не както Христос чрез Светия Дух) е зачената по естествен полов човешки начин, но по бъдещите заслуги на своя Син е била благодатно предпазена от първородния грях.
Католическата доктрина проповядва също, че тя е отнесена на небето с душа и тяло.

### Мария в протестантството
Според протестантските вероизповедания, които в огромната си част отричат отдаването на религиозна почит към светци, Дева Мария е благочестива жена, майка на Иисус, но на практика обикновен човек. Без да отричат заслугите ѝ, протестантските общности нямат по-особено отношение към нея. Някои от тях упрекват католицизма и православието в идолопоклонничество заради култа към Богородица.

### Скептично гледище
Критики към християнското разбиране за Богородица са изказвани още в най-дълбока древност, както от страна на юдаизма, така и от страна на езичеството, основно в частта за непорочното зачатие. Критиците на ранното християнство обаче не се съмняват в историчността на Дева Мария. Едва с разцвета на материализма през 18 – 19 век и особено с разрастването популярността на атеизма възникват съмнения и в историчността на Пресвета Богородица, чиято личност е тълкувана като развитие на мита и култа към древни митологични божества като Изида и Ищар.

### Други
Извън строго християнските дебати относно Пресвета Богородица, с нея се занимават и редица системи, стоящи в една или друга степен извън християнството.

#### Гностицизъм
Поради различията в различните гностически школи е трудно да се даде точно определение за техния възглед по отношение на историческата Мария, в чието реално съществуване те не се съмняват. При различните гностически течения разбирането варира от обожествяване на Богородица до принизяването ѝ като обикновен инструмент в Божиите ръце.

#### Софиология
През втората половина на 19 век и първата на 20 век руската религиозна мисъл преживява разцвет, по време на който различни философи и богослови (В. Соловьов, Н. Бердяев, П. Флоренски, С. Булгаков) извеждат тезата за Света София – Премъдрост. Някои последователи на тези и други мислители обаче отъждествяват Пресвета Богородица с Божията премъдрост и по този начин, макар и философската идея да е възникнала в рамките на православието, се доближават до схващане, близко до това на Римокатолическата църква.

#### Ислям
Дева Мария е на особена почит в исляма, една от достойните жени, наред с Асиа (жената на фараона) и Фатима. Коранът я оценява като „най-великата“ от всички жени. Въпреки това, в исляма тя не е обект на по-специална религиозна почит. В Корана има цяла глава, посветена на Дева Мария (Мариам) – 19. Мюсюлманите също така вярват в непорочното зачатие и в праведността на Мария.

## Иконография
Най-често срещаните изображения на Пресвета Богородица са символните образи, в които тя държи Младенеца Иисус Христос.
Те се подразделят на два основни типа – Одигитрия, на гръцки: Οδηγήτρια, „Пътеводителка“ – Богородица държи малкия Иисус и го сочи като „Пътя, Истината и Живота“) или Елеуса, Ελεούσα, „Милостива“, „Милваща“, в специализираната българска научна литература терминът неправилно се превежда обикновено като „Умиление“.
Тези основни архетипи дават началото на редица следващи иконографски типове „Пресвета Богородица – неувяхващ цвят“, „Играеща Богородица“, „Пресвета Богородица троеручица“ и т.н. Иконографиите, утвърдени със собствени имена като „Владимировска Богородица“, „Иверска Богородица“, са разновидности на тези два основни иконографски архетипа.
Отделно Пресвета Богородица бива изобразявана в различни сцени – например при иконографския тип „Рождество Христово“, „Сретение Господне“, „Сватбата в Кана Галилейска“, „Успение Богородично“, в различни илюстративни изображения.
Извън чисто вероучителните разлики, отразени в някои изображения, между иконографията, възприета в римокатолицизма и източното православие, има тъждество. Но докато на Запад се набляга обикновено на духовно-нравственото значение (обикновено там Пресвета Богородица се описва в сини одежди – символ на небесното и нематериалното), то в източната иконопис тя обикновено е изобразена в пурпур – символ на мъдростта.
Във всички по-ранни образци, а на Изток и до днес, на двете рамена на Пресвета Богородица, а също на челото ѝ се изобразяват звезди – алюзия с Витлеемската звезда. Три – с идеята да подчертаят нейното „приснодевство“ – т.е. тя е девица преди, по време и след зачатието на Христос. В някои случаи една от тези звезди може да бъде пропусната, особено при иконографския тип Елеуса.

### Богородица Одигитрия
Това изображение, според старинната християнска традиция, води началото си от първото изображение на Пресвета Богородица. Тя е изобразена в тържествена поза, обикновено допоясно, с лявата си ръка придържа Младенеца, а с дясната го сочи, като „Пътят, Истината и Животът“. Смята се, че от одигитрия е произлязла иконографията „Богородица – неувяхващ цвят“. Характерни изображения са мозайките в истанбулската „Св. София“, намиращите се в криптата на храма „Св. Александър Невски“ няколко икони от Несебър (16 – 17 век), т. нар. „Йерусалимска Пресвета Богородица“, двустранната икона в Църковния историко-археологически музей – София и др.

### Богородица Елеуса
Пресвета Богородица прегръща Младенеца, допряла е лицето си до неговото. В този случай е характерно изпускането на една от трите звезди, тъй като според символиката си те са обозначение на троичния по лица (според християнството) Бог, т.е. след като едно от тези лица е изобразено, то няма нужда да бъде символно упоменавано допълнително. От тази иконография произлизат допълнително „Елеуса то кико“ (смееща се, или играеща), „Достойно ест“, „Галактотрофуса“ (млекопитателница), утвърдени иконографии като „Владимировската“, „Казанската“ Пресвета Богородица, известната чудотворна икона от Бачковския манастир също е изпълнена съобразно тази иконография.

### Оранта
Оранта (на гръцки Οράντα) е причастие от гръцкия глагол ορώ или οράω – виждам, гледам оттам и названието „Богородица на знамението“. Често етимологията неправилно се извежда от латинското oro – „моля се“, тъй като причастието му е същото – oranta, в превод молеща се. Представлява допоясно изображение на Пресвета Богородица, която благославя с двете си ръце, с разгърнати длани. В центъра на изображението, в кръг е изобразен Младенецът, който също благославя. Това е единственият иконографски тип на Пресвета Богородица с Младенеца, където и двамата са изобразени „ан фас“. Според някои изследователи именно този иконографски тип е най-древният, докато други учени предполагат за термин на неговото възникване едва 11 – 12 век. Така или иначе, най-старите образци на Пресвета Богородица Оранта са мозаечни пана от 13 век.

### Иконостас
В православния иконостас първата от иконите от северната страна на царските двери е задължително богородична, независимо от иконографския тип. Освен това образът на скърбящата Мария се изобразява задължително на северната венчилка до Разпятието, а също на северната част на царските двери (на южната е архангел Гавраил – така цялостно се получава сюжетът Благовещение).

### Други канонични иконографски типове

#### Дейсис
Дейсисът (моление) е един от символите на Страшния съд. Представлява изображение на Христос като Велик Архиерей с молещите се от двете страни Пресвета Богородица и Св. Йоан Кръстител. Възниква през 8 век. През 9 век император Василий I Македонец препоръчва поставянето на това изображение пред олтара (някои автори приписват създаването на този иконографски тип именно на императора, което е по-скоро продиктувано от благочестиви помисли, отколкото е разсъждение на базата на конкретни факти). Дейсисът съществува като самостоятелна икона във вида, описан по-горе, но впоследствие се появява (като не задължителен) т. нар. „дейсисен ред“ на иконостаса – след Пресвета Богородица и св. Йоан Предтеча се добавят различни светци, символиката е, че те се застъпват пред Бога за опрощаването на човешките грехове по време на Страшния съд.

#### Пиета
Изображение на скърбящата Богородица (от латинското Pietas, жалост, милосърдие, благоговение), която оплаква сина си. Без строго определена иконография, но като сюжет твърде разпространена в религиозното изобразително изкуство. В ренесансовото изкуство много често Дева Мария се изобразява като скърбяща над тялото на Иисус, но не са редки случаите, когато изображението е стилизирано и Пресвета Богородица е изобразена сама. Може би най-известна е скулптурната композиция на Микеланджело.

#### Богородица Троеручица
Това не е иконографски тип в собствения смисъл на думата, а към основни изображения като Елеуса или Одигитрия се добавя „трета ръка“. Произходът на иконите на Пресвета Богородица Троеручица се свързва с чудото, което се случило през 8 век на свети Йоан Дамаскин. Наклеветен, той бил наказан, като му била отрязана дясната ръка. След дълги молитви към Пресвета Богородица (съществуват различни версии на този разказ), ръката му по чудесен начин отново станала здрава. В памет на това събитие на някои икони, особено в православната иконопис, на различни изображения на Пресвета Богородица се добавя третата ръка, оттам и името на тези икони. Една от най-известните „Троеручици“ е тази в Троянския манастир, където тя е храмова икона. Преданието приписва на тази икона твърде древен произход, но съдейки по стиловите особености, най-вероятно е тя да е рисувана в началото на 18 век въз основа на по-стар образец.

#### Богородица Млекопитателница
Изобразява кърмещата малкия Иисус Пресвета Богородица. Въпреки че не съответства точно на описанието, по-скоро може да бъде причислена към типа „Елеуса“. Иконите „Млекопитателница“ (на гръцки – Γαλακτοτροφούσα) са рядко срещани, като образец от края на 18 век може да бъде видян в криптата на храма „Свети Александър Невски“.

#### Богородица – неувяхващ цвят
Отново в Криптата се намира икона на друг рядък иконографски сюжет – „Пресвета Богородица – неувяхващ цвят“ (или „Роза“) от втората половина на 17 век. Характерно за това и другите такива изображения е, че Девата и младенеца са изобразени изключително тържествено, Христос е прав, и двамата са с царски атрибути, а Богородица държи в дясната си ръка цвете (роза), откъдето идва и името на тези икони.

#### Играеща Богородица
„Играеща“, или „смееща се“ Пресвета Богородица (Ελεούσα του Κύκκου) е сравнително късно възникнал иконографски тип. По-същество представлява разновидност на „Елеуса“, като композицията е по-разчупена и жива. По правило при тези изображения Девата и Младенецът се изобразяват с царски атрибути. Един от най-характерните образци е иконата от края на 18 век, която днес се съхранява в Църковния историко-археологически музей.

### Специфични изображения
Освен изброените утвърдени канонични изображения, съществуват множество техни разновидности или тълкувания.

#### Иконата на Свети Лука
Християнското предание сочи апостол Лука за първия иконописец. (Оттам светецът е смятан за патрон на всички художници.) Множество икони (особено т. нар. „чудотворни“) са приписвани като авторство именно на този ученик на Христос – Иверската, Йерусалимската, Бачковската, редица изображения на Черната дева. В православната иконография съществува житийна сцена „Свети Лука пише икона на Богородица“.

#### Богородица „Достойно ест“
Атонските летописи разказват, че през 982 г. в една българска килия към манастира „Пантократор“ се случило чудо. Монахът, който бил отдаден на усамотение в килията получил чрез видение няколко стиха „Достойно естъ яко блажити тя Богородицу“ (Достойно е наистина да те облажаваме) като допълнение на древния химн на Козма Маюмски „Честнейшую херувимъ“ (По-честна от херувимите). В памет на това събитие килията носи и до днес името „Достойно ест“. Текстът е включен в богослужението, създадена е нарочна иконография – вариант на Елеуса, но за разлика от класическите изображения, Пресвета Богородица и Христос се изобразяват гледащи в една посока, докато при класическите изображения на този иконографски тип, малкият Иисус обикновено гледа майка си.

#### „Черната дева“
Изображението на Пресвета Богородица като Черната дева е особено популярно сред католиците, обект на религиозно преклонение. Съществуват различни версии за появата на този иконографски тип, но всички те се свързват с легендата за първото изображение на Пресвета Богородица, направено от св. Лука. Във всички случаи появата на „Черната дева“ се датира не по-късно от 11 век, откогато са и първите запазени скулптурни и живописни изображения. Всъщност сама по себе си Черната дева не е самостоятелен иконографски тип, но просто върху утвърдена вече иконография са наложени отделни символи – Пресвета Богородица се изобразява в тъмни дрехи, с тъмно лице и други. Сред католическите народи тя е известна под различни имена – често в Полша я наричат Полската Дева, в Каталуния Каталунската Дева и т.н.

#### „Непресъхващ извор“
През 16 – 17 век се оформя тържественото изображение „Непресъхващ (животворен) извор“. Всъщност то не е самостоятелен иконографски тип. Представлява внушителна сцена, в центъра на която е Пресвета Богородица, а наоколо са радващите се светци – от няколко до стотици – това е свързано с композиционни съображения и не засяга теоретичната основа на иконографията. Сред най-ярките български образци са иконите, създадени от майсторите на Самоковската школа Захарий Зограф и Димитър Зограф.

#### „Неизгаряща къпина“
Това иконографско изображение произлиза от тълкуването на библейския разказ (Изх. 2:2 – 3), според който Бог се явява на Мойсей като пламък върху една къпина, която гори, без да изгаря. В православието един от епитетите, с които е наричана Пресвета Богородица е именно „Неизгаряща къпина“, неизгарящата къпина се разглежда като предобраз на Богородица. Иконографският тип се развива в Русия някъде около 14 – 15 век, най-известни са творбите на Андрей Рубльов и Дионисий.

#### Богородица Катафиги
Среща се в едно-единствено изображение – на двустранната икона от Погановския манастир (1396 – днес в криптата на храма "Св. Александър Невски). Изображението е уникално по следните причини – Пресвета Богородица е редом с Йоан Богослов (патрон на манастира) и като че ли се описва библейското събитие, свързано с разпятието. В същото време Пресвета Богородица е изобразена като млада жена, докато Свети апостол Йоан – като старец, т.е. историчност не може да бъде търсена. Дева Мария е изобразена съобразно източната символика, с изключение на това, че е облечена в тъмносиня дреха – характерно за западната иконография.
В писмени източници иконографията е споменавана няколко пъти, без до нас да са достигнали други конкретни паметници. Самият епитет катафиги (на гръцки καταφύγι, убежище), често се приписва на Пресвета Богородица, но в чисто иконографски план иконата от манастира „Свети Йоан Богослов“ е уникална. Това е едно от редките изображения, където Богородица е с покрити ръце – обикновено иконографските принципи изискват ръцете на светеца да бъдат ясно изобразявани.

#### Сцени
Извън тези сюжети, Пресвета Богородица нерядко е изобразявана в различни сцени, било като участник в съответните библейски събития, било в ролята си на небесен застъпник. Сред първите са изображенията на Рождество, Въведение, Бягството в Египет, Благовещение, Успение, които имат повече илюстративен, а не символен характер.

##### Рождество Богородично
Рядко съществува като самостоятелно изображение, по често е част от житийните сцени към богородичните икони. Това е един от сюжетите, които дават голяма свобода за иконописеца да разгърне композиционното си въображение.

##### Успение Богородично
Описателна икона на Успението с многобройни символни елементи. Обикновено Пресвета Богородица в рамките на едно изображение е изписана три пъти – веднъж като тялото на Божията майка, лежащо на одър, над него Христос който държи в ръцете си душата ѝ и трети път, в най-горната част на иконата – Богородица на небето.

#### Католически изображения
За разлика от православието, католицизмът допуска триизмерни изображения на светците. Във връзка с това са създадени множество значими творби (скулптури) от знаменити майстори като Микеланджело, Ботичели и др. Трябва да се отбележи, че въпреки своята триизмерност, те отговарят на иконографските типове, изложени по-горе. В западния християнски свят става особено популярен сюжетът Пиета, който е любима тема на ренесансовите, а и по-късните художници.

## Химнография
Съвсем естествено образът на Божията Майка е силно застъпен в химнографията на всички християнски вероизповедания преди протестантството и възникналите на неговата основа изповедания. В повечето случаи химнографските творби са част от богослужението (тропари, стихири, мотети и др.), създадени са и специални богослужения, посветени на Богородица – акатисти, секвенции и др. Сред най-известните творби (като текст, музиката може да бъде различна), са Богородичният акатист и „Стабат матер“ (в Източноправославната и респективно в Римокатолическата църква).

## Празници
В християнския богослужебен календар празниците, посветени на Пресвета Богородица заемат важно място, те са част от т. нар. 12 големи празници. Някои от тях не са специално посветени на Пресвета Богородица – например „Рождество Христово“ (25 декември), отчасти „Благовещение“ (25 март). Три обаче са строго свързани с Дева Мария – „Рождество Богородично“ (8 септември), „Въведение Богородично“ (Ден на християнското семейство – 21 ноември) и „Успение на Пресвета Богородица“ (15 август). Последният празник в православната църква е предшестван от 15-дневен пост.
Отделно от тези големи празници съществуват и други, имащи вероизповедно или регионално значение. Например на 1 октомври (14 октомври по нов стил) Православната църква празнува празника „Покров Богородичен“, на 8 декември Католическата църква чества „Непорочното зачатие на Пресвета Богородица“.
В българската фолклорна традиция „Рождество богородично“ често е наричано „Малка богородица“, а „Успение богородично“ – „Голяма богородица“.